# Hippocampus whitei
Hippocampus whitei là một loài cá thuộc họ Syngnathidae. Loài này có ở Úc và quần đảo Solomon. Môi trường sống tự nhiên của chúng là đáy nước bán thủy triều.

## Hình ảnh

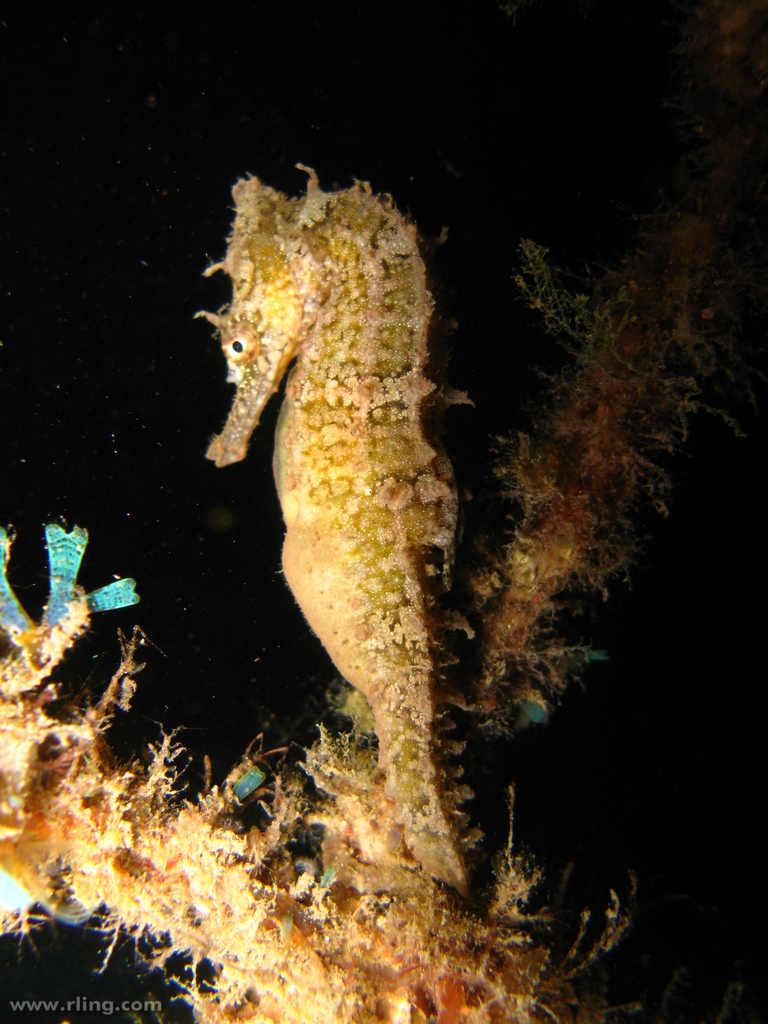
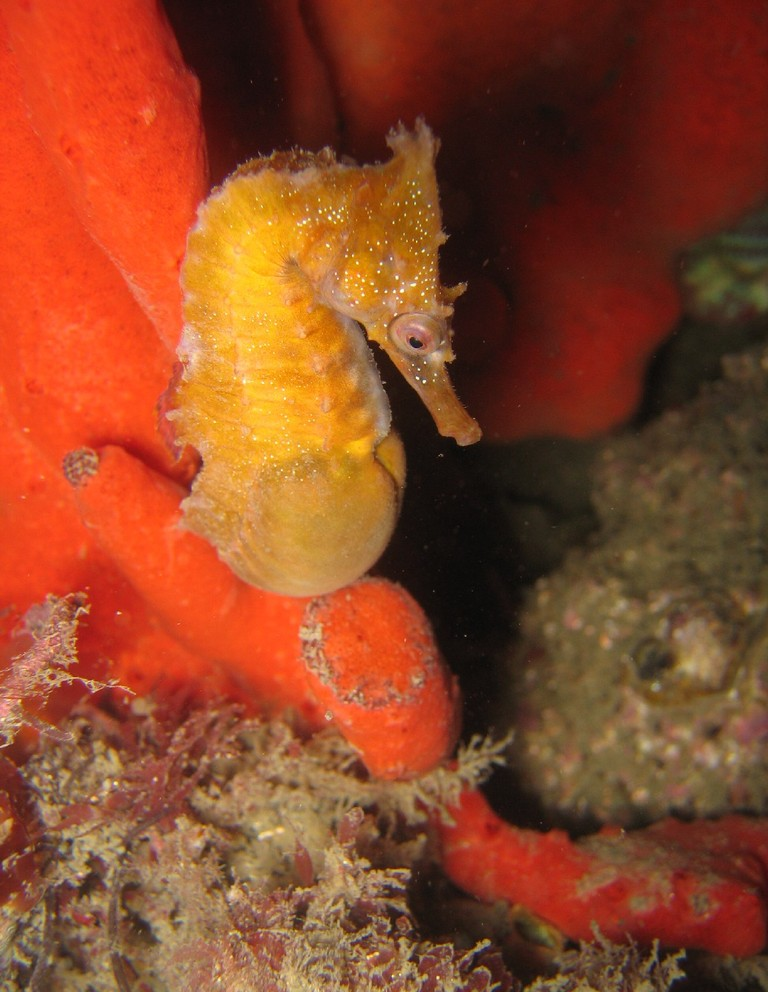